# Bagrus caeruleus
Bagrus caeruleus е вид лъчеперка от семейство Bagridae. Видът е уязвим и сериозно застрашен от изчезване.

## Разпространение
Разпространен е в Демократична република Конго.

## Описание
На дължина достигат до 21 cm.